# Kerkhofkapel (Holtum)
De Kerkhofkapel is een kapel in Holtum in de Nederlands Zuid-Limburgse gemeente Sittard-Geleen. De kapel staat aan de Martinusstraat op de begraafplaats aan de westkant bij de Sint-Martinuskerk.

## Geschiedenis
De kapel werd gebouwd als familiegraf van de familie Janssen-Houben en Janssen-Quix.

## Bouwwerk
De witte open kapel is opgetrokken op een rechthoekig plattegrond en wordt gedekt door een gebogen tentdak met leien met op de top een sierlijk smeedijzeren kruis. Aan drie zijden is de kapel open en rust de kapel aan de voorzijde op twee ronde zuilen met rechthoekige abaci die de rondbogen dragen.
Tegen de achterwand zijn gedenkstenen aangebracht met de familienaam en de namen van de overledenen en is een groot houten kruis geplaatst met witte corpus.